# Camille (Prince-Album)
Camille ist ein unveröffentlichtes Studioalbum des US-amerikanischen Musikers Prince, wobei er alle Songs arrangierte, komponierte und produzierte. Er stellte es im November 1986 fertig und das Label Warner Bros. Records plante eine Veröffentlichung im Januar 1987, eine Katalognummer war bereits vergeben.
Allerdings entschied Prince, das Projekt zu expandieren und stellte ein Dreifachalbum mit weiteren zuvor aufgenommenen Songs fertig, inklusive sieben der acht Stücke von Camille. Dieses Dreifachalbum nannte er Crystal Ball und wollte es anstatt Camille bei Warner herausbringen, was das Major-Label jedoch ablehnte. Letztendlich blieben beide Alben unveröffentlicht, stattdessen brachte Prince im März 1987 das Doppelalbum Sign “☮” the Times heraus, auf dem sich drei Songs von Camille befinden. Die anderen fünf Stücke wurden im Zeitraum von 1987 bis 2020, zum Teil postum, auf verschiedenen Prince-Tonträgern ebenfalls veröffentlicht.
Die Musik zählt zu den Genres Contemporary R&B, Funk, Pop und Rock und alle Songs trägt Prince in dem von ihm kreierten „Camille“-Gesang vor, wobei seine Stimme mittels Pitch Shifting beschleunigt ist. Die Kunstfigur „Camille“ wird als sein Alter Ego – seine böse Seite – interpretiert, die er bis einschließlich 1988 verwendete. Die Liedtexte handeln hauptsächlich von Liebe, Sex und Wollust. Als Gastsängerinnen wirken Jill Jones und Susannah Melvoin mit.
Im März 2022 gab das von Jack White gegründete Musiklabel Third Man Records bekannt, die Rechte an dem Album Camille erhalten zu haben und dieses veröffentlichen zu wollen, was bis heute (2025) aber nicht passiert ist.

## Entstehung

### Die Kunstfigur „Camille“
Als Prince die Kunstfigur „Camille“ kreierte, wurde er von dem Franzosen Abel Barbin (* 8. November 1838; † Februar 1868) inspiriert, dessen Spitzname „Camille“ war, was im Französischen sowohl ein männlicher als auch ein weiblicher Vorname ist. Barbin war Zwitter und wurde bei der Geburt als weiblich mit Namen „Herculine Adélaïde Barbin“ anerkannt. Im Jahr 1860 wurde aber nach einer ärztlichen Untersuchung per Gerichtsbeschluss entschieden, fortan müsse sie dem männlichen Geschlecht zugerechnet werden. Im Februar 1868 beging Barbin im Alter von 29 Jahren Suizid.
Der Name „Camille“ tauchte bei Prince zum ersten Mal im März 1987 auf. Damals veröffentlichte er sein Album Sign “☮” the Times und gab diesen Namen als Pseudonym für den Hauptgesang der vier Songs Housequake, If I Was Your Girlfriend, Strange Relationship und U Got the Look an. Wie sich herausstellte, benutzte er dieses Pseudonym ausschließlich für Songs, die alle folgenden Stimmeffekte besitzen; während der Gesangsaufnahme läuft das Tonband langsamer als normal. Beim Abspielen des Tonbands im Normaltempo entsteht dann ein Pitch-Shifting-Effekt, durch den seine Stimme etwas höher und schneller wirkt, etwa als würde er unter Einfluss von Helium singen.
Das erste Mal setzte Prince diesen Stimmeffekt im Song Erotic City ein, den er am 25. März 1984 aufnahm und als B-Seite von der im Juli 1984 veröffentlichten Single Let’s Go Crazy platzierte, ausgekoppelt aus seinem Album Purple Rain. Allerdings nannte er diesen Stimmeffekt damals noch nicht „Camille“. Zum letzten Mal benutze er den Stimmeffekt im Jahr 2009 im Stück Ol’ Skool Company von seinem Album MPLSound.
„Camille“ wird als Prince’ Alter Ego – seine böse Seite – interpretiert. Im Jahr 1988 schrieb er im Tourbuch zur Lovesexy-Tour eine kryptische Geschichte über die Entstehung des Black Albums und teilte mit, „Camille“ habe seine negative Seite überspannt. Sowohl die Kunstfigur als auch das Pseudonym verwendete Prince bis einschließlich 1988, den von ihm kreierten Stimmeffekt jedoch bis einschließlich 2009.

### Albumaufnahmen
Alle acht Songs nahm Prince von September bis November 1986 auf. Abgesehen von Shockadelica spielte er alle Stücke im Tonstudio Sunset Sound in Los Angeles in Kalifornien ein.

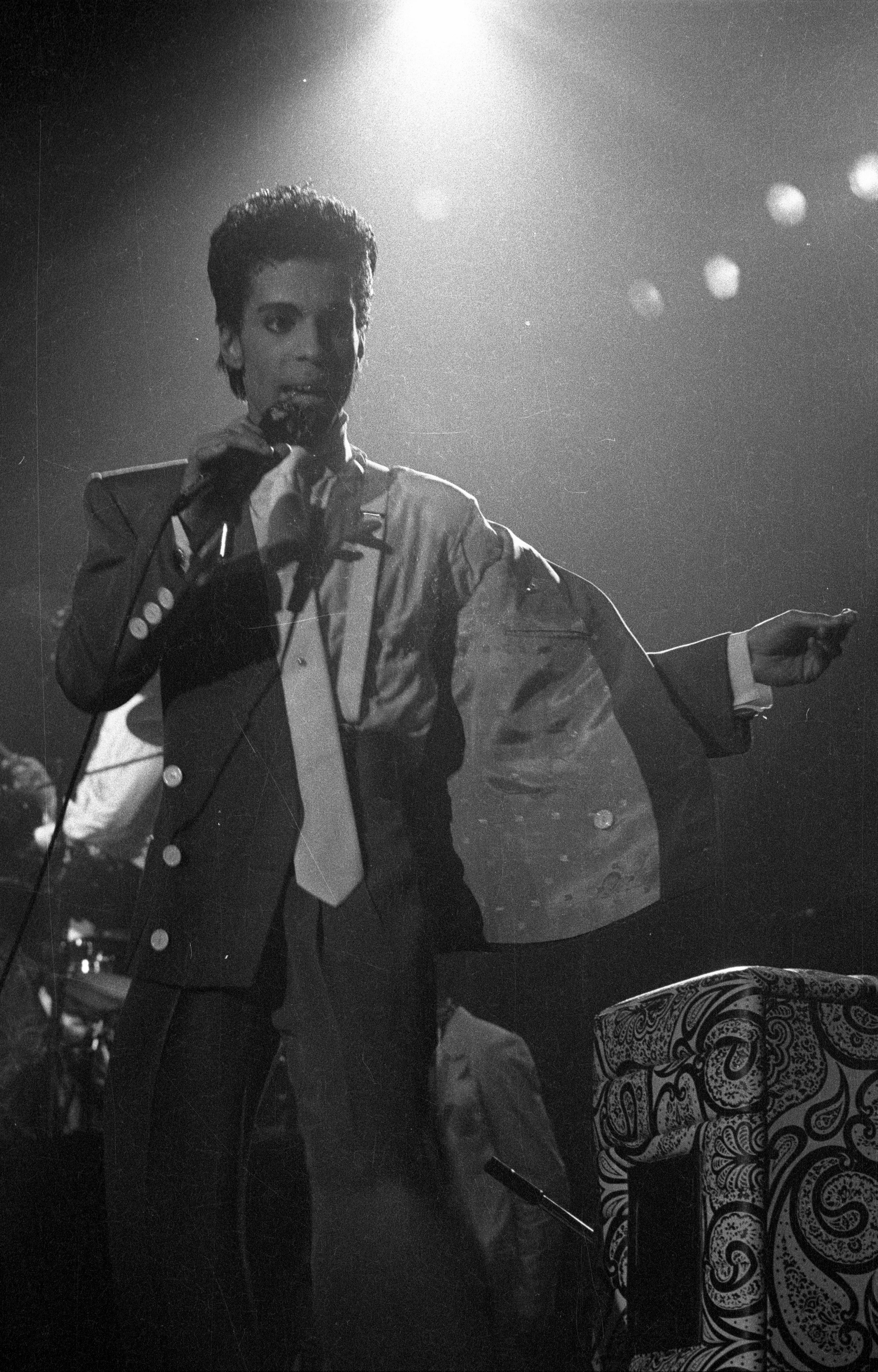
Prince, 1986

Als ersten Song nahm er am 16. September 1986 Shockadelica auf, den er in seinem Heimstudio Galpin Blvd Home Studio einspielte. Dieses Studio war Teil seines damaligen Wohnhauses in Chanhassen in Minnesota. Shockadelica war ein Seitenhieb von Prince auf den ehemaligen The Time-Gitarristen Jesse Johnson, denn ursprünglich schrieb er das Stück für Johnson, der es aber ablehnte. Die beiden kannten sich seit 1980 und Prince hörte eine Vorabkopie von dessen Album Shockadelica, dessen Veröffentlichung am 15. September 1986 bevorstand. Johnson hatte jedoch keinen gleichnamigen Titelsong, weswegen ihm Prince „auf seine sarkastische Art und Weise“ beweisen wollte, dass jedes Album mit einem großartigen Titel auch einen Song mit diesem Titel haben sollte, sagte Alan Leeds (* 1947), damaliger Tourmanager von Prince. Er erläuterte: „Prince war von dem Titel von Jesses Album absolut begeistert und rief Jesse an und sagte ‘Mann, ich muss dir sagen, das ist der Albumtitel des Jahrhunderts. Junge, ich wünschte, ich hätte mir das ausgedacht. Warum zum Teufel gibt es keinen Song auf dem Album mit diesem Titel?'“ Johnson bestätigte, Prince habe für ihn einen entsprechenden Song geschrieben, erklärte jedoch: „Mein Album war bereits erschienen, aber Prince versuchte, mich zu überreden, seinen Track für die nächste Pressung aufzunehmen. Ich fand das nicht fair gegenüber den Leuten, die das Album bereits gekauft hatten, also habe ich es nicht veröffentlicht.“ Daraufhin sei Prince „richtig angepisst“ gewesen und beschloss, den Song selbst herauszubringen und meinte zu Johnson: „Nun, ich werde es veröffentlichen, und wenn die Leute an ‚Shockadelica‘ denken, werden sie an mich denken“. Unmittelbar nachdem er Shockadelica aufgenommen hatte, ließ Prince den Song dem Radiosender KMOJ in Minneapolis zukommen, wo er fortan gespielt wurde. Somit erweckte er in der Öffentlichkeit tatsächlich den Eindruck, er habe sich den Titelnamen „Shockadelica“ selbst ausgedacht. Johnson sei darüber „am Boden zerstört“ gewesen, sagte Toningenieurin Susan Rogers (* 1956), weil es nun so aussah, als hätte er den Titel seines Albums von Prince’ Song kopiert. Nach Prince’ Tod zeigte sich Johnson aber rückblickend wesentlich versöhnlicher und sagte im Jahr 2017, da die Konfiguration des Albums bereits fertiggestellt war, konnte er Shockadelica nicht mehr platzieren.
Am 18. Oktober 1986 nahm Prince im Sunset Sound den Song Housequake auf, wobei Coke Johnson (* 18. März 1955) als Toningenieur einsprang; üblicherweise arbeitete Prince in dieser Zeit mit Susan Rogers zusammen, doch sie hatte damals Urlaub. Am 27. Oktober überarbeitete Prince das Stück Feel U Up, das er ursprünglich im November 1981 eingespielt hatte. Die beiden Songs Rebirth of the Flesh und Rockhard in a Funky Place nahm er am 28. Oktober 1986 auf, Goodlove spielte er zwei Tage später ein. Prince schrieb das Stück „während einer intensiven Phase der musikalischen Veränderung“, da er zwei Wochen zuvor seine Begleitband The Revolution offiziell aufgelöst hatte. Dennoch war er „in dieser Zeit glücklich und sehr optimistisch über seine musikalischen Möglichkeiten mit einer neuen Besetzung von Musikern, zu denen auch Sheila E. gehörte“, merkte er an. If I Was Your Girlfriend nahm Prince am 2. November 1986 auf und einen Tag später überarbeitete er den Song Strange Relationship, den er ursprünglich im März 1983 geschrieben hatte.
Am 5. November 1986 stellte Prince sein neues Album fertig, das er Camille nannte. Das Album erhielt von Warner Bros. Records bereits die Katalognummer „25543“ und sollte im Januar 1987 unter seinem Pseudonym „Camille“ veröffentlicht werden. Doch Prince erweiterte das Camille-Projekt und integrierte noch mehrere zuvor aufgenommene Songs. Er stellte am 30. November 1986 ein Dreifachalbum mit Namen Crystal Ball fertig und wollte dieses anstelle von Camille bei Warner herauszubringen, was ihm das Major-Label aber verweigerte. Warner befürchtete, ein Dreifachalbum würde „schwer zu verkaufen sein“.
Letztendlich durfte Prince nur ein Doppelalbum herausbringen und nannte dieses Sign “☮” the Times, das im März 1987 erschien; es besteht im Wesentlichen aus Songs der beiden unveröffentlicht gebliebenen Alben Camille und Crystal Ball. Elf Jahre später brachte er im Januar 1998 dann doch ein Dreifachalbum mit Namen Crystal Ball heraus, auf dem mit Goodlove nur ein einziger Song aus dem Album Camille stammt. Crystal Ball erschien aber nicht bei Warner Bros. Records, sondern bei Prince’ eigenem Label NPG Records.

## Musik und Liedtexte
Die Musik zählt zu den Genres Contemporary R&B, Funk, Pop und Rock mit Einflüssen von Electro Funk und Elektronische Tanzmusik. Die Liedtexte handeln von Liebe, Sex, Wollust und Partys. Die Songs singt Prince melodisch vertont und trägt alle im beschleunigten „Camille“-Gesang vor.
Die Backing Vocals in Goodlove und Rockkhard in a Funky Place übernahm Susannah Melvoin. Zudem ist auch Jill Jones in den Backing Vocals von Goodlove zu hören. Die Beiträge der beiden Sängerinnen werden in den Liner Notes jedoch nicht erwähnt. Mit Melvoin war Prince von August 1985 bis Ende April 1986 verlobt und mit Jones arbeitete er von 1982 bis 1990 immer wieder zusammen.
1. Rebirth of the Flesh
Der Opener ist eine dynamisch wirkende Rocknummer, dominiert von einem von Prince gespielten Gitarren-Riff. Der Liedtext enthält im Refrain mit „La, la, la, la, la, la, Souly-a-Colia“ eine von ihm konstruierte Sprache, die keinen tieferen Sinn ergibt. Im Song präsentiert er „die Begründer des neuen Boogie-Cool“, die „den Beat haben, den du suchst“; sie werden das Publikum „garantiert rocken“, denn sie sind von „der alten Schule“ und „alle tanzen zum ‘New Boogie Cool’“. Die Textzeile „Kick drum pounds on the two and four, all the party people get on the floor“ („Die Kick-Drum schlägt auf die Zwei und Vier, alle Party-Leute kommen auf die Tanzfläche“) sagte Prince als einleitenden Satz für seine Lovesexy-Tour im Jahr 1988, und die Melodie des Refrains übernahm er 1991 für den Song Walk Don’t Walk, zu finden auf seinem Album Diamonds and Pearls.[24]
2. Housequake
Der Song stammt aus dem Bereich Funk und die Horn-Riffs erinnern an Fred Wesley und Maceo Parker, als dies beiden in den 1960er Jahren bei James Brown in dessen Begleitband spielten. Die zuweilen chaotische wirkende Party-Atmosphäre erinnert dagegen an George Clintons Bands Funkadelic und Parliament. Der Liedtext zelebriert Partys, Tanzen sowie die Freude, am Leben zu sein. In den Backing Vocals ist unter anderem „The Penguin“ („Der Pinguin“) angegeben; allerdings ist dieses keine real existierende Person, sondern ein Kuscheltier.[25][26]
3. Strange Relationship
Das Stück ist aus dem Genre Elektronische Tanzmusik und Pop. In der auf dem Album Sign “☮” the Times veröffentlichten Version wirken Lisa Coleman und Wendy Melvoin mit, die beide Mitglieder von Prince’ ehemaliger Begleitband The Revolution waren, die er aber am 17. Oktober 1986 auflöste.[27] Coleman spielt Flöte und Sitar, Melvoin Conga und Tamburin. Doch Prince entfernte deren Beiträge auf Camille.[28] Im Liedtext erträgt der Protagonist nicht, wenn seine Geliebte glücklich ist. Doch ihre Traurigkeit beschäftigt ihn noch mehr – eine Hassliebe entsteht, aus der keiner der beiden als Sieger hervorgeht und für die er sich entschuldigen möchte.[29] Eine von Prince nur auf dem Klavier gespielte Version aus dem Oktober 1983 wurde postum im September 2018 auf dem Album Piano & A Microphone 1983 veröffentlicht, die sich aber von der auf Camille gravierend unterscheidet.
4. Feel U Up
Der aus dem Bereich Funk stammende Song besitzt eine roboterhafte Bassline mit einem ausgeprägten Linn-Snare-Drum-Machine-Beat. Die Blasinstrumente verleihen dem Song ein zuweilen standardmäßiges R&B-Gefühl. Der Liedtext handelt von Wollust und Prince erklärt, es geht nur „um körperliche Anziehung“. Er ist an der weiblichen Protagonisten des Songs gefühlsmäßig aber so unbeteiligt, dass er sogar einen „One-Night-Stand“ als übertriebene Verpflichtung empfindet; alles, was er tun möchte, ist „sie zu befummeln“.[30] Gustav Mahler, 1892

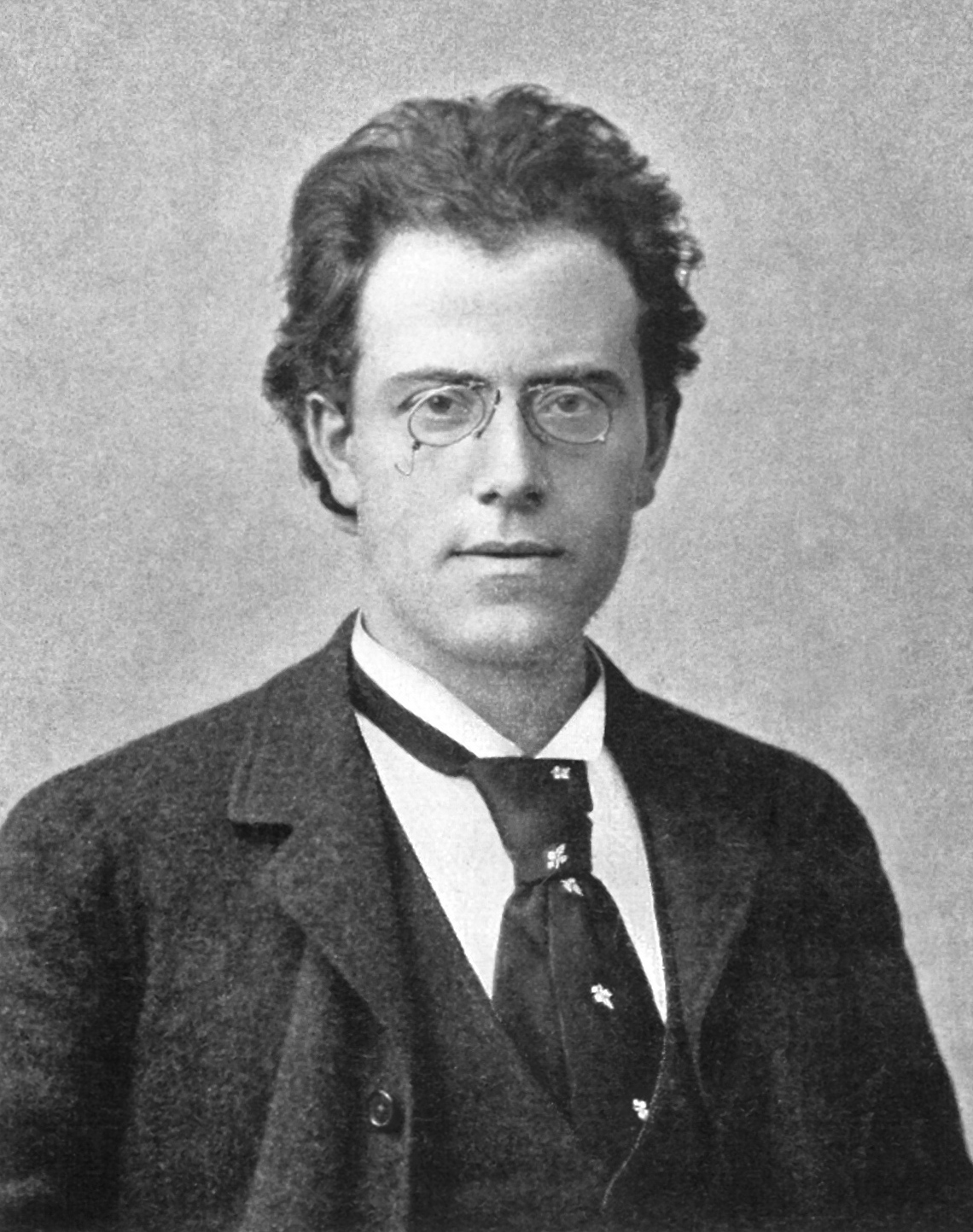
Gustav Mahler, 1892

5. Shockadelica
Das Stück Shockadelica, ein Fantasiewort, stammt ebenfalls aus dem Genre Funk und basiert auf einem Akkord, der im Wesentlichen aus einem dominieren Drum-Machine-Beat und einem Rhythmusgitarren-Lick besteht. Im zweiten Abschnitt ist dann eine Rockgitarre zu hören. Der Liedtext handelt von einer skrupellosen Frau, die ihre Männer bekriegt und deren Leben in die Hand nimmt. „Das Mädchen muss eine Hexe sein“, singt Prince beispielsweise, wobei er von der Schauspielerin Troy Beyer inspiriert wurde: „Prince sagte direkt zu mir, dass sie etwas ‘hexenhaft’ sei und dass sie ihm Angst mache, weil sie so gruselig sei“, erinnerte sich Toningenieurin Susan Rogers. Im Jahr 1986 hatten sich Beyer und Prince mehrmals miteinander getroffen und 1992 übernahm sie die weibliche Hauptrolle im Musikvideo zu Sexy M.F. Auch wenn Shockadelica den Gedanken an sexuelle Aktivitäten zu betonen scheint, geht es um einen Mann, der mit den Versuchungen zu kämpfen hat, die sich ihm aufgrund seiner lüsternen Gedanken an Frauen bieten. In der letzten Strophe sagt Prince: „Shockadelica ist ein Gefühl der einsamen Kälte, allein schlafend“. Er beschreibt dieses als „Gefühl, das niemand kennen sollte“, fügt aber ironischerweise hinzu, dass „jeder das Gefühl von einsamer Kälte hat.“ Auf diese Weise erkennt Prince an, dass jeder mit Lust und Verzweiflung zu kämpfen hat.[31][32]
6. Goodlove
Goodlove, später in Good Love umbenannt, ist ein temperamentvoller und fröhlicher Song aus dem Genre Electro Funk und Pop, der sich um eine markant rhythmische Keyboard-Phrase dreht, wobei ein Linn LM-1 Drumcomputer dominiert. Im Liedtext begehrt Prince eine Frau, die „ein Feuer“ in ihm auslöst, wenn sie in seiner Nähe ist. Außerdem schildert er ein Land voller „Kirschkuchen und Apfelküsse“, wo „alles cool ist“. Zudem enthält der Liedtext einen Verweis auf die 3. Sinfonie von Gustav Mahler und am Ende, wenn Prince „Gustav“ ruft, spielt er einen kleinen Ausschnitt aus dieser Sinfonie.[19][30][33]
7. If I Was Your Girlfriend
Der ruhige Song stammt aus dem Bereich Funk und Rock. Das auf Sign “☮” the Times zu hörende 15-sekündige Intro ist nicht vorhanden, weil es Prince erst am 23. Dezember 1986 aufnahm, also sechs Wochen nach Fertigstellung von Camille. Während der Aufnahme von If I Was Your Girlfriend nahm Toningenieurin Susan Rogers versehentlich einen Einstellungsfehler vor, der dazu führte, dass Prince’ Gesang zuweilen bei einigen Wörtern verzerrt klingt. „Ich dachte, er würde mir den Kopf abreißen“, erinnerte sie sich später. Doch Prince gefiel der Effekt und behielt ihn bei. Im Liedtext sehnt er sich nach der entspannten Intimität unter Freundinnen und ließ sich dabei von dem Verhältnis inspirieren, das er bei den Zwillingen Susannah und Wendy Melvoin beobachtet hatte.[34][35][36]
8. Rockhard in a Funky Place
Der letzte Albumtrack besitzt einen funky Groove mit Synthesizer-, Trompeten- und Saxophon-Phrasen. Im anzüglichen Liedtext singt Susannah Melvoin dezent im Hintergrund. Der Protagonist befindet sich in einem „Haus des schlechten Rufes“ und versucht, mit all seinen Ängsten umzugehen. Ganz gleich, ob er eine Frau zum Lieben sucht, oder gar die Liebe Gottes – er ist viel zu früh wieder im Haus und lehnt seinen Kopf zurück, um sich wieder zu entspannen, was wie eine Anspielung auf Masturbation wirkt, als ob er seine Suche nach etwas Sinnvollerem für ein schnelles Selbstvergnügen aufgibt.[37][38] Im Song sagt Prince Sätze wie „Du konntest dich nicht konzentrieren, als dein Schwanz sie sah“ und „Ich hasse es, eine Erektion zu verschwenden“.

## Titelliste und Veröffentlichungen
| A-1                          | Rebirth of the Flesh                  | 4:54 | 2020: Sign o’ the Times Super Deluxe         |
| A-2                          | Housequake                            | 4:41 | 1987: Sign “☮” the Times                     |
| A-3                          | Strange Relationship                  | 4:04 | 1987: Sign “☮” the Times                     |
| A-4                          | Feel U Up                             | 6:30 | 1989: B-Seite von Partyman                   |
| B-1                          | Shockadelica                          | 6:12 | 1987: B-Seite von If I Was Your Girlfriend   |
| B-2                          | Goodlove                              | 5:11 | 1988: Soundtrack von Bright Lights, Big City |
| B-3                          | If I Was Your Girlfriend (ohne Intro) | 4:47 | 1987: Sign “☮” the Times                     |
| B-4                          | Rockhard in a Funky Place             | 4:31 | 1994: Black Album                            |
| Spieldauer: 40:50 min.       |                                       |      |                                              |
| Autor aller Songs ist Prince |                                       |      |                                              |

Das Album Camille sollte unter Prince’ gleichnamigem Pseudonym im Januar 1987 bei dem Major-Label Warner Bros. Records auf LP veröffentlicht werden, was aber nicht passierte. Doch alle acht Songs wurden im Zeitraum von März 1987 bis September 2020 auf anderen Prince-Tonträgern herausgebracht.
Vier Songs erschienen bereits im Jahr 1987: Housequake, If I Was Your Girlfriend und Strange Relationship platzierte Prince auf seinem im März veröffentlichten Doppelalbum Sign “☮” the Times, und Shockadelica platzierte er als B-Seite von der im Mai 1987 ausgekoppelten Single If I Was Your Girlfriend.
Goodlove war erstmals am 8. März 1988 auf dem Soundtrack Bright Lights, Big City zum gleichnamigen Kinofilm (deutscher Titel: Die grellen Lichter der Großstadt) zu hören. Außerdem brachte Prince das Stück im Januar 1998 auf seinem Album Crystal Ball heraus, allerdings in einer um 16 Sekunden kürzeren Version. Goodlove ist der einzige Prince-Song, den er unter drei verschiedenen Pseudonymen veröffentlichte; 1986 als „Camille“, 1988 als „Prince“ und 1998 als „Symbol“.
Feel U Up ist als B-Seite von der im August 1989 veröffentlichten Single Partyman zu finden, ausgekoppelt aus dem Album Batman. Zudem wurde die Originalversion von Feel U Up aus dem Jahr 1981 postum im November 2019 auf dem Album 1999 Super Deluxe herausgebracht.
Rockhard in a Funky Place wurde im November 1994 auf dem Black Album offiziell veröffentlicht. Ursprünglich sollte der Song bereits im Dezember 1987 auf dem Black Album erscheinen, aber Prince zog das Album kurzfristig zurück.
Von dem Song Rebirth of the Flesh veröffentlichte Prince auf seiner damaligen Website am 28. August 2001 eine Rehearsal-Version aus dem Januar 1987, die nur als Download existiert. Die Originalversion wurde postum im September 2020 auf dem Album Sign o’ the Times Super Deluxe herausgebracht, die 34 Sekunden länger als auf Camille ist.

### Singles
Am 7. November 1986, also zwei Tage nach Fertigung des Albums Camille, kürzte und mischte Prince die beiden Songs Shockadelica und Housequake, weil Shockadelica als Vorab-Single ausgekoppelt werden sollte, wobei Housequake als B-Seite diente. Doch entsprechende Pläne wurden wieder verworfen. Shockadelica kürzte Prince auf 3:30 Minuten und platzierte den Song letztendlich als B-Seite von der Single If I Was Your Girlfriend. Zudem ist er im Jahr 1993 auf The Hits/The B-Sides veröffentlicht worden. Housequake kürzte Prince auf 3:22 Minuten und dient als B-Seite von der im Juli 1987 ausgekoppelten Single U Got the Look. Dabei wurde die Version von Housequake zensiert; anstatt von „Bullshit“ singt Prince nur „Bull“. Musikvideos zu Albumsongs von Camille wurden nicht produziert.

### Coverversionen
Zu den drei Songs If I Was Your Girlfriend, Rockhard in a Funky Place und Shockadelica existieren Coverversionen. If I Was Your Girlfriend spielten TLC (1994), OP:L Bastards (2001), Eels (2008), Minor Majority (2008) und David Helbock (2012) neu ein. Zudem enthält ’03 Bonnie & Clyde (2002) von Beyoncé und Jay-Z Liedtext aus dem Song. Im Jahr 1996 veröffentlichte der Jazzmusiker T. J. Kirk eine Liveversion eines Medleys aus dem James-Brown-Song Get on the Good Foot (1972) und Rockhard in a Funky Place. Auch der britische Jazztrompeter James McMillan nahm 2001 eine neue Version von Rockhard in a Funky Place auf. Ebenso der Norwegische Musiker Gunnar Andreas Berg zusammen mit Erlend Smalås im Jahr 2008. Das Stück L.M.L.Y.P. (1990) von Ween basiert auf Shockadelica.

## Mitwirkende

### Musiker
Alle Songs wurden von Prince unter seinem Pseudonym „Camille“ arrangiert, komponiert, produziert und vorgetragen. Zudem spielte er alle Musikinstrumente selbst ein, wobei folgende Personen die Aufnahmen ergänzten:
- Atlanta Bliss – Trompete in Feel U Up, Housequake, Rebirth of the Flesh, Rockhard in a Funky Place
- Brad Marsh, Coke Johnson, Gilbert Davison, Mike Soltys, Susan Rogers, Todd Hermann und „The Penguin“ – „Party Voice“ in Housequake
- Eric Leeds – Saxophon in Feel U Up, Housequake, Rebirth of the Flesh, Rockhard in a Funky Place
- Jill Jones – Backing Vocals in Goodlove, Shockadelica
- Lisa Coleman – Holzflöte und Sitar in Strange Relationship
- Susannah Melvoin – Backing Vocals in Goodlove, Rockhard in a Funky Place
- Wendy Melvoin – Congas und Tamburin in Strange Relationship

### Technisches Personal
- Chris Bellman – Lacquer Cut
- Coke Johnson – Toningenieur
- Susan Rogers – Toningenieurin

Weitere Produktionsdetails sind nicht bekannt.

## Rezensionen

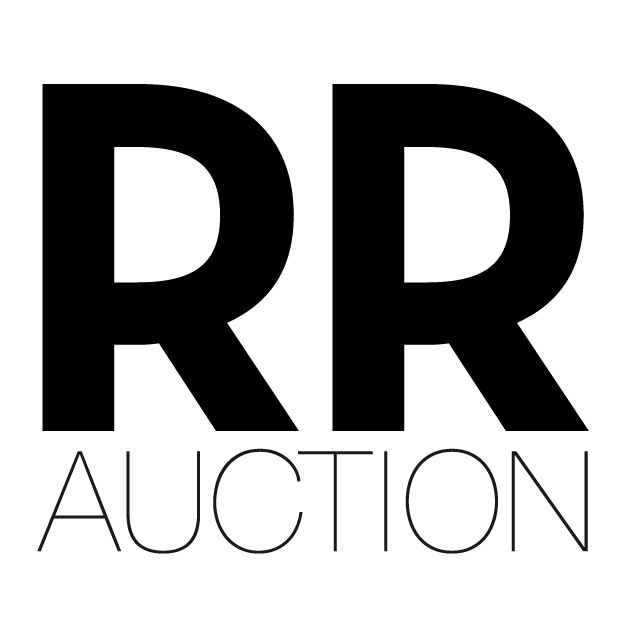
Logo vom Auktionshaus RR Auction

Bereits seit dem Jahr 1987 waren einige Songs von Camille auf verschiedenen Prince-Bootlegs zu finden, wobei die jeweiligen Liednamen nicht immer korrekt angegeben sind; beispielsweise werden die Stücke Feel U Up und Rebirth of the Flesh oftmals als Let Me Feel U Up beziehungsweise Souly-A-Colia betitelt.
Von dem Originalalbum Camille existieren weltweit schätzungsweise nur 25 Exemplare, die Prince zum Teil an Führungskräfte von Warner Bros. Records und Mitarbeiter verteilt hatte. Davon versteigerte das US-Auktionshaus RR Auction drei Ausgaben; am 14. September 2016, also fünf Monate nach Prince’ Tod, wurde ein Exemplar für 29.645 US-Dollar (damals 26.393 Euro) verkauft. Dieses Exemplar stammte aus der Sammlung von Karen Krattinger, die von Beginn der Purple-Rain-Tour im November 1984 bis zur Veröffentlichung vom Album Batman im Juni 1989 als Produktionskoordinatorin, Roadmanagerin und Geschäftsführerin von PRN Productions für Prince arbeitete. Sie war auch beim Aufbau seines Paisley Park Studios in Chanhassen in Minnesota beteiligt. Ein zweites Originalalbum wurde am 27. September 2017 für 58.787 US-Dollar (damals 49.766 Euro) versteigert, ein drittes am 12. Januar 2022 für 49.375 US-Dollar (damals 43.514 Euro).
Im März 2022 gab Ben Blackwell (* 1982), Mitbegründer von Jack Whites Musiklabel Third Man Records, bekannt, die Rechte von The Prince Estate („Der Prince-Nachlass“) für das Album Camille erhalten zu haben. Obwohl kein Veröffentlichungsdatum oder weitere Details genannt wurden, sagte Blackwell: „Die Leute von Prince haben zugestimmt – es war fast zu einfach.“ The Prince Estate äußerte sich jedoch nicht offiziell und ein Vertreter von Third Man Records konnte die geplante Veröffentlichung weder bestätigen noch dementieren.
Bis heute (2025) gibt es keine weiteren Informationen von Third Man Records und The Prince Estate, ob oder wann Camille offiziell herausgebracht wird, weswegen angenommen werden kann, dass das Album weiterhin unveröffentlicht bleiben wird.